# Cleonésio Carlos da Silva
Cleonésio Carlos da Silva, genannt Da Silva, (* 12. April 1976 in Ibirité) ist ein ehemaliger brasilianischer Fußballspieler. Er spielte außer in Brasilien noch in Russland, Südkorea und Katar.
Am erfolgreichsten war Da Silva mit dem Cruzeiro EC aus Belo Horizonte. Mit diesem gewann er 1997 die Copa Libertadores sowie den nationalen Pokal 1996.

## Erfolge
Cruzeiro
- Staatsmeisterschaft von Minas Gerais: 1996, 1997
- Copa do Brasil: 1996
- Copa Libertadores: 1997

Goiás
- Copa Centro-Oeste: 2001